# Гамзатова, Патимат Расуловна
Гамзатова Патимат Расуловна (род. 1959, Махачкала) — советский и российский искусствовед. Член-корреспондент РАХ (2007). Заслуженный деятель искусств Республики Дагестан (2019).

## Биография
Родилась 18 марта 1959 года в Махачкале (Республика Дагестан). Дочь поэта Расула Гамзатова.
Окончила Московский государственный университет имени М. В. Ломоносова (исторический факультет, отделение истории искусства, 1981 г.)
Автор 2 монографий и более 90 научных публикаций, инициатор и научный редактор искусствоведческих сборников и журналов, куратор и организатор конференций и художественных выставок, участник выставочных проектов Государственного исторического музея, Музеев Московского Кремля, Государственного музея архитектуры имени А. В. Щусева, Музея-заповедника «Царицыно», Дагестанского музея изобразительных искусств имени П. С. Гамзатовой.
Живёт и работает в Москве.

## Звания
- Член-корреспондент Российской академии художеств (Отделение искусствознания, с 2007 года)
- Заслуженный деятель искусств Республики Дагестан (2019)
- Кандидат искусствоведения (1989)
- Член ученого совета Государственного музея искусств народов Востока (Москва)
- заведующий отделом декоративно-прикладного искусства Дагестанского музея изобразительных искусств, (1981—1982)
- Советник по культуре Постоянного представительства Республики Дагестан при Президенте Российской Федерации (работа по совместительству) (1993—1995)
- Член редколлегии научного альманаха «Традиционная культура» (Москва)
- Член жюри международного конкурса молодых дизайнеров-ювелиров «Образ и форма» (Санкт-Петербург)
- Сотрудник Федерального государственного научно-исследовательского учреждения «Государственный институт искусствознания» МК РФ, Отдел фольклора и народного искусства (1988)

## Основные труды
Монографии:
- Женские ювелирные украшения Дагестана. — Махачкала, 1986
- Архаические традиции в народном декоративно — прикладном искусстве. К проблеме культурного архетипа. — Москва, 2004. (переиздание дополненное, 2012)
- Статьи о современном искусстве Дагестана. — Санкт-Петербург, 2016